# Regina Fink
Regina Fink (* 1989 in Kusak, Region Altai, Russische Föderation) ist eine deutsche Schauspielerin.

## Leben
Regina Fink wurde im südlichen Sibirien geboren. Im Alter von 4 Jahren siedelten die Eltern mit ihr nach Deutschland über und lebten am Chiemsee, ehe Fink 15-jährig mit der Familie nach Bern zog. Von 2007 bis 2010 absolvierte sie die European Film Actor School in Zürich, wo sie auch erste Rollen spielte. 2012 war Fink am Theaterhaus Gessnerallee zu sehen.
2014 war sie in 10 Folgen der Serie Die Rosenheim-Cops zu sehen, 2016 spielte sie als Paketbotin Anni Hoyer in den Episoden 2446 bis 2470 in der Telenovela Sturm der Liebe mit.

## Filmografie
- 2014: Die Rosenheim-Cops (10 Folgen als Sophie Bach)
- 2016: Sturm der Liebe (22 Folgen als Anni Hoyer)